# Óscar Mingueza
Óscar Mingueza García (ur. 13 maja 1999 w Santa Perpètua de Mogoda) – hiszpański piłkarz, występujący na pozycji obrońcy w hiszpańskim klubie Celta Vigo oraz w reprezentacji Hiszpanii. Wychowanek FC Barcelony. Srebrny medalista Igrzysk Olimpijskich 2020. 

## Kariera klubowa
Mingueza jest wychowankiem klubu FC Barcelona. Występował w juniorskich zespołach tego klubu w latach 2007–2018. W 2018 rozpoczął występy w rezerwach Barcelony. W 2020 zaczął być powoływany na mecze pierwszej drużyny Barcelony. Mingueza zadebiutował w pierwszej drużynie 24 listopada 2020, w meczu Ligi Mistrzów UEFA z Dynamem Kijów. W związku z ciężką sytuacją kadrową w obronie, trener Ronald Koeman regularnie wystawiał Óscara w pierwszym składzie. 10 kwietnia 2021 piłkarz wystąpił w swoim pierwszym El Clásico, w dodatku strzelił w nim bramkę. 8 maja 2021 wystąpił w meczu ligowym przeciwko Atlético Madryt na Camp Nou. 
30 lipca 2022 za porozumieniem stron przeniósł się do hiszpańskiego klubu Celta Vigo. 

## Statystyki kariery
Stan na koniec sezonu 2021/2022
| Klub               | Sezon              | Liga  | Liga   | Puchar kraju | Puchar kraju | Europa | Europa | Inne  | Inne   | Suma  | Suma   |
| Klub               | Sezon              | Mecze | Bramki | Mecze        | Bramki       | Mecze  | Bramki | Mecze | Bramki | Mecze | Bramki |
| ------------------ | ------------------ | ----- | ------ | ------------ | ------------ | ------ | ------ | ----- | ------ | ----- | ------ |
| FC Barcelona B     | 2018/2019          | 15    | 0      | –            | –            | –      | –      | –     | –      | 15    | 0      |
| FC Barcelona B     | 2019/2020          | 16    | 0      | –            | –            | –      | –      | 3     | 0      | 19    | 0      |
| FC Barcelona B     | 2020/2021          | 1     | 0      | –            | –            | –      | –      | 1     | 0      | 2     | 0      |
| FC Barcelona B     | Ogólnie            | 32    | 0      | 0            | 0            | 0      | 0      | 4     | 0      | 36    | 0      |
| FC Barcelona       | 2020/2021          | 27    | 2      | 5            | 0            | 5      | 0      | 2     | 0      | 39    | 2      |
| FC Barcelona       | 2021/2022          | 19    | 0      | 1            | 0            | 7      | 0      | 0     | 0      | 27    | 0      |
| FC Barcelona       | Ogólnie            | 46    | 2      | 6            | 0            | 12     | 0      | 2     | 0      | 66    | 2      |
| Celta Vigo         | 2022/2023          | 18    | 0      | 2            | 0            | 0      | 0      | 0     | 0      | 20    | 0      |
| Celta Vigo         | Ogólnie            | 18    | 0      | 2            | 0            | 0      | 0      | 0     | 0      | 20    | 0      |
| Ogólnie w karierze | Ogólnie w karierze | 96    | 2      | 8            | 0            | 12     | 0      | 6     | 0      | 122   | 2      |

## Sukcesy

### FC Barcelona
- Liga Młodzieżowa UEFA: 2017/2018[3]
- Puchar Króla: 2020/2021